# Логунов, Анатолий Алексеевич
Анато́лий Алексе́евич Логуно́в (30 декабря 1926, Обшаровка (ныне Приволжского района Самарской области) — 1 марта 2015, Москва) — советский и российский физик-теоретик, доктор физико-математических наук (1959), профессор. Ректор Московского государственного университета имени М. В. Ломоносова (1977—1992). Вице-президент Академии наук СССР (1977—1992).
Академик АН СССР (1972; член-корреспондент 1968). Герой Социалистического Труда (1980). Лауреат Ленинской премии (1970) и двух Государственных премий СССР (1973, 1984). Член КПСС с 1960 года.
Депутат Совета Союза Верховного Совета СССР X и XI созывов (1979—1989), кандидат в члены ЦК КПСС (1981—1986), член ЦК КПСС (1986—1990).

## Биография
Родился в селе Обшаровка Приволжского района Самарской области в рабочей семье с глубокими крестьянскими корнями. Отец — Логунов Алексей Иванович (1904—1987). Мать — Логунова Агриппина Кузьминична (1904—1992).
В старших классах школы увлёкся математикой под влиянием своего учителя А. М. Колпакова. После окончания с отличием средней школы поступил в Куйбышевский авиационный институт, в связи с переездом семьи в Подмосковье перевёлся на радиотехнический факультет Московского авиационного института, однако, желая заниматься фундаментальными проблемами физики, экстерном сдал экзамены за три курса физического факультета МГУ и продолжил обучение на физфаке. По окончании физического факультета (1951) был оставлен в аспирантуре МГУ и через два года защитил кандидатскую диссертацию (1953), ученик Я. П. Терлецкого.
Работал ассистентом на кафедре теоретической физики под руководством Н. Н. Боголюбова в МГУ (1954—1956); затем — заместитель директора по науке Лаборатории теоретической физики Объединённого института ядерных исследований (ОИЯИ, г. Дубна, Московской области) (1956—1963); директор Института физики высоких энергий (ИФВЭ, г. Протвино, Московской области) (7.10.1963—1974 и 1993—2003); научный руководитель ИФВЭ (1974—2015); вице-президент Академии наук СССР (26.11.1974—19.12.1991); заведующий кафедой квантовой теории и физики высоких энергий МГУ; научный руководитель кафедры «Методы исследования быстрых процессов» МФТИ (1978—1980); ректор Московского государственного университета им. М. В. Ломоносова (1977—1992).
Доктор физико-математических наук (1959), профессор (1961), академик Академии наук СССР (1972), главный редактор журнала «Теоретическая и математическая физика», член редакционного совета международного журнала «Asia Pacific Peace Forum».
Активно участвовал в политической и общественной жизни СССР: член КПСС (с 1960 года), депутат Совета Союза Верховного Совета СССР 10—11 созывов (1979—1989) от Москвы, кандидат в члены ЦК КПСС (1981—1986), член ЦК КПСС (1986—1990).
Был одним из академиков АН СССР, подписавших в 1973 году письмо учёных в газету «Правда» с осуждением «поведения академика А. Д. Сахарова». В письме Сахаров обвинялся в том, что он «выступил с рядом заявлений, порочащих государственный строй, внешнюю и внутреннюю политику Советского Союза», а его правозащитную деятельность академики оценивали как «порочащую честь и достоинство советского учёного».[1][2]
Скончался 1 марта 2015 года. Похоронен 4 марта на Троекуровском кладбище Москвы.

### Семья
Был женат, оставил сына и дочь. Внучка — Анна Енютина.

## Научная деятельность
Область научных интересов: квантовая теория поля, физика высоких энергий, теории гравитации.
Внёс фундаментальный вклад в развитие квантовой теории поля, в обоснование и применение дисперсионных соотношений для изучения процессов с сильновзаимодействующими частицами, в создание метода ренормгруппы, нашедшего применение в решении широкого круга задач. Совместно с П. С. Исаевым, Л. Д. Соловьёвым, А. Н. Тавхелидзе и группой И. Тодорова вывел дисперсионные соотношения для различных процессов взаимодействий элементарных частиц, включая процессы фоторождения {\displaystyle \pi }-мезонов на нуклонах. Впервые эффективно использовал метод дисперсионных соотношений для изучения неупругих процессов, «блоков» с виртуальными концами и процессов множественного рождения частиц. Предложил новый эффективный метод рассмотрения релятивистской задачи двух частиц, нашедший широкое применение в квантовой электродинамике и для описания рассеяния адронов при высоких энергиях, и соответствующие динамические уравнения (квазипотенциальные уравнения Логунова — Тавхелидзе). Установил строгие асимптотические теоремы для поведения характеристик сильного взаимодействия при высоких энергиях. Обобщил известную теорему Померанчука на случай, когда полные сечения и эффективный радиус взаимодействия с ростом энергии возрастают.
В 1967 году выдвинул принципиально новый подход к изучению процессов неупругого взаимодействия частиц при высоких энергиях, в основе которого лежит концепция так называемого инклюзивного измерения или инклюзивной реакции, в которой изучаются характеристики лишь одной или нескольких выделенных частиц заданного сорта, взятых, однако, по совокупности во всех возможных каналах реакции.

### Альтернативная теория гравитации
С 1970-х годов создал и развивал с соавторами альтернативную общей теории относительности (ОТО) — релятивистскую теорию гравитации (РТГ), в которой гравитационное поле представляется не геометрическим, а физическим полем в духе Фарадея — Максвелла со спинами 2 и 0 над плоским пространством Минковского. Так как в РТГ единым пространственно-временным континуумом для всех полей, включая и гравитационное, является псевдоевклидово пространство Минковского, в ней сохраняется понятие инерциальной системы координат и существуют законы сохранения энергии-импульса и момента количества движения.
Указывая на существующие, по его мнению, проблемы в ОТО, Логунов утверждал, что она непригодна в качестве физической теории из-за отождествления гравитации с тензором риманова пространства, приведшего к несовместимости ОТО с фундаментальными законами сохранения:

Эйнштейн в ОТО отождествил гравитацию с метрическим тензором риманова пространства, но этот путь привёл к отказу от гравитационного поля как физического поля, а также к утрате фундаментальных законов сохранения. Именно поэтому от этого положения Эйнштейна нам необходимо полностью отказаться.
— Лекции по теории относительности и гравитации: Современный анализ проблемы (1987), стр. 240
Однако приводимые им и его сотрудниками разные недостатки ОТО, в особенности связанные c отрицанием точности её предсказаний, подверглись существенной критике в научных кругах.
Помимо этого, были также представлены аргументы против самой РТГ, на что Логунов дал соответствующие возражения в ряде рецензируемых журналов (см. раздел «отзывы» РТГ). Ответная статья на критику ряда иностранных специалистов, в случае поднятого вопроса о точности предсказаний, была дана Лоскутовым. Томас Ортин, в свою очередь, ссылаясь на статью Логунова «Релятивистская теория гравитации и принцип Маха», охарактеризовал «интересной» критику эйнштейновского принципа эквивалентности, предложенную в этой работе.
В целом разработанная им теория гравитации мало известна и редко цитируется за пределами его группы. Тем не менее, она получила поддержку со стороны голландского физика Тео М. Ньюенхайзена и чешского физика В. Шпички, которые высказали мнение, что необходимо отказаться от ОТО и перейти на РТГ, поскольку последняя, с их точки зрения, имеет ряд преимуществ.

## Память
- 29 декабря 2016 года на здании Теоретического корпуса ИФВЭ открыта мемориальная доска.
- ФГБУ «Институт физики высоких энергий имени А. А. Логунова» Национального исследовательского центра «Курчатовский институт»[21]

## Публикации
Автор многочисленных научных и научно-популярных статей, публикаций и монографий. Основополагающими из них являются:

### Совместные
- Боголюбов Н. Н., Логунов А. А., Тодоров И. Т. Основы аксиоматического подхода в квантовой теории поля. — М.: Наука, Глав. ред. физ.-мат. лит-ры, 1969.
- Боголюбов Н. Н., Логунов А. А., Оксак А. И., Тодоров И. Т. Общие принципы квантовой теории поля. — 2-е изд: Физматлит, 2006. — ISBN 5-9221-0612-0.
- Логунов А. А., Петров В. А. Как устроен электрон? — М.: Педагогика, 1988.
- Икэда Д., Логунов А. А. Третий радужный мост: поиск мира и человека / Пер. с яп. — М.: Прогресс, 1988.
- Логунов А. А., Мествиришвили М. А. Релятивистская теория гравитации. — М.: Наука, 1989.

### Самостоятельные
- Логунов А. А.. Лекции по теории относительности и гравитации: Современный анализ проблемы. — М.: Наука, 1987.
- Логунов А. А. Теория гравитационного поля. — М.: Наука, 2000.
- Логунов А. А. Лекции по теории относительности. — M.: Наука, 2002.
- Логунов А. А. Анри Пуанкаре и теория относительности. — М.: Наука, 2004.
- Логунов А. А. Релятивистская теория гравитации. — М.: Наука, 2006.

## Награды, премии, почётные звания
- Герой Социалистического Труда (Указ Президиума Верховного Совета СССР от 23 января 1980, орден Ленина и золотая медаль «Серп и Молот») — за выдающийся вклад в развитие советской науки
- Орден «За заслуги перед Отечеством» II степени (14 января 2002) — за выдающийся вклад в развитие фундаментальной отечественной науки[22]
- Орден «За заслуги перед Отечеством» III степени (28 августа 1995) — за заслуги перед государством и большой вклад в развитие атомной промышленности[23]
- Орден Ленина (1971, 1975, 1986)
- Орден «Знак Почёта» (1962)
- Медаль «За доблестный труд. В ознаменование 100-летия со дня рождения Владимира Ильича Ленина» ([1970)
- Орден «Полярной звезды» (Монголия, 1976)
- Орден «Югославского флага» (СФРЮ, 1987)
- Командор ордена Заслуг перед Республикой Польша
- Орден Дружбы (ЧССР) (29 декабря 1986)[24].
- Золотая медаль «За заслуги перед наукой и человечеством» (Чехословакия)
- Золотая медаль имени А. М. Ляпунова (1980)

Премии:
- Ленинская премия (1970)
- Государственная премия СССР в области науки (1973, 1984)
- Премия имени Дж. У. Гиббса Академии Творчества (1992)
- Премия имени Н. Н. Боголюбова (1996) — первый лауреат
- Почётная грамота Президента Российской Федерации (3 мая 2012) — за достигнутые трудовые успехи и многолетнюю добросовестную работу[25]
- Благодарность Президента Российской Федерации (9 октября 2006) — за заслуги в проведении научных исследований и многолетнюю плодотворную деятельность[26]
- Благодарность Президента Российской Федерации (18 декабря 1996) — за большой личный вклад в развитие науки[27]
- Орден Ивана Калиты (Московская область) (24 мая 2011)[28]

Является почётным доктором Берлинского, Братиславского, Гаванского, Карлова университета (Прага), Софийского, Хельсинкского и ряда университетов Японии, полным профессором Отделения теоретической физики Института фундаментальных исследований (Молизе, Италия). Иностранный член Академии наук Болгарии (1978), Академии наук ГДР (1978), Академии наук Грузии (1996).